# جاكوب روزنتال
جاكوب روزنتال (بالإنجليزية: Jacob Rosenthal)‏ هو لاعب شطرنج أمريكي، ولد في 12 أكتوبر 1881 في بياويستوك في بولندا، وتوفي في 23 أكتوبر 1954 في نيويورك في الولايات المتحدة.